# 映画 ふたりはプリキュア Max Heart 2 雪空のともだち
『映画 ふたりはプリキュア Max Heart 2 雪空のともだち』（えいが ふたりはプリキュア マックスハート ツー ゆきぞらのともだち）は、2005年12月10日に公開された、『ふたりはプリキュア Max Heart』の劇場アニメーション作品の第2作である。
キャッチコピーは「届け!きらめく友情パワー!」、「雲の園で、マジ全開バージョンアップ!!」。

## 概要
同シリーズ2作目の劇場アニメーション。TVシリーズにおいて同名のメインタイトルにおいて第2弾の長編映画作品が制作されているのは本作だけである。本編から新たにルルンが加わり、その他にも前作以上に本編のサブキャラクターが登場している。
2005年12月10日に公開され、前作より若干低下したものの初回の興行成績は5位、興行収入累計5億7000万円を記録した。前作と同様、公開と同時期にコミック版も刊行された。
ゲスト声優には矢口真里とBerryz工房の清水佐紀がいずれも本人役として参加。またBerryz工房がエンディングを担当している。Berryz工房は2013年公開された『プリキュアオールスターズ NewStage2 こころのともだち』で応援歌も担当している。
本作には敵に操られたプリキュア2人が同士討ちするという、後のシリーズでも珍しいシーンが存在する。ただし、これは本来ターゲットとする鑑賞層には受け入れられず、加えて2年近く手を取り合ってきたプリキュアの声優陣にとっても辛い展開だっただろうと感じ、これを教訓に仲間（プリキュア）同士の闘争は出来る限り避けられるようになる。こういった展開含め本作について『ふたりはプリキュアMaxHeart』の生みの親である西尾大介も遺憾の意を示しており、鷲尾天は大いに反省したという。
本作独自の要素として、プリキュアのさらなる変身形態としてスーパープリキュアが登場した。

## ストーリー
皆で雪山へスキーにやって来たなぎさ達。しかし、スノーボードで滑った経験がないなぎさは悪戦苦闘。一方でほのかは、優雅にスキーを楽しみながら藤村と談笑する。その様子を観て、なぎさは嫉妬してしまう。さらに、ほのかの些細な一言が原因で、二人の仲がギクシャクしていった。
そんな中、雲の園の老師が伝説の鳥「鳳凰」の卵を落とす事件が発生。のちに、ひかりがその卵を拾い、孵った雛に「ひなた」と名付けて可愛がる。ひなたを見付けた老師は、お礼に雲の園へ招待した。
ところが、ひなたを亡き者にして世界を氷で閉ざそうと、闇の戦士であるフリーズンとフローズンが現れる。彼等はプリキュアを圧倒し、ひなたをさらってしまった。
全てを救うため、プリキュアとルミナスは戦いを挑むが、その最中にフリーズン達の策でプリキュア二人の心は凍りつき、同士討ちさせられてしまう。
しかし、無理に戦わされたことで気持ちに素直になった二人はお互いに謝って友情を確かめなおし、再びひなたを救うためにフリーズン達の元へと向かう。そして、ひなたから力を受けた二人はスーパープリキュアへと変身、ついにフリーズンとフローズンを撃破した。
戦いが終わると、ひなたは全ての力を使い果たして力尽きていた。皆が悲しみに沈む中、ルミナスは必死に励まし、スーパープリキュアに変身して、ひなたにクィーンの力を分け与える。
すると、光に包まれたひなたは鳳凰に姿を変え、雲の園を覆っていた氷を溶かし、元の姿へと戻した。全てが終わった後、ひなたは自身の翼でなぎさ達をゲレンデまで送り、老師やムタと共に故郷へと帰っていった。

## 登場人物

### 本編からの登場人物
美墨 なぎさ（みすみ なぎさ） / キュアブラック
声 - 本名陽子
メップルの力でキュアブラックに変身する、中学3年生。
ラクロス部であり運動神経はいいが、ウインタースポーツが苦手なため、本作ではスノボーで悪戦苦闘するシーンが見られる。
思うように藤村と良い雰囲気になれず、あげくほのかに嫉妬して憤りをぶつける。
雪城 ほのか（ゆきしろ ほのか） / キュアホワイト
声 - ゆかな
ミップルの力でキュアホワイトに変身する、中学3年生。本作ではスキーが上手という一面を見せる。
なぎさを気遣ったつもりが、逆効果となっていく。
九条 ひかり（くじょう ひかり） / シャイニールミナス
声 - 田中理恵
ポルンの力でシャイニールミナスに変身する、中学1年生。なぎさ達とは別行動で、アカネの屋台「TAKO CAFE」のアシスタントとして、ロッジ内で接客する。
車の中にある食材を取りに行った際、ゲレンデの中から鳳凰の卵を拾い、誕生した雛に「ひなた」と名前を付けて、絆を深めていく。
メップル
声 - 関智一
ミップル
声 - 矢島晶子
プリキュアのパートナー。ハートフルコミューンに変身する。
ポルン
声 - 池澤春菜
ルミナスのパートナー。タッチコミューンに変身する。ひなたが鳥であるのを理解し、雪原で飛ぶ練習をする姿を観て応援する。
ルルン
声 - 谷井あすか
ミラクルコミューンに変身し、ルミナスにハーティエルブローチェを授ける。ポルンと一緒に、ひなたの飛ぶ練習を応援した。
藤田 アカネ（ふじた アカネ）
声 - 藤田美歌子
ベローネ学院女子中等部OG。たこ焼きの屋台「TAKO CAFE」のオーナー。スキー場のロッジ内で、期間限定テナントとして出店している。
久保田 志穂（くぼた しほ）
声 - 仙台エリ
高清水 莉奈（たかしみず りな）
声 - 徳光由禾
なぎさ達のクラスメイトで、ラクロス部の仲間。なぎさとほのかのギクシャクした様子を察し、なぎさを諭す。
雪城 さなえ（ゆきしろ さなえ）
声 - 野沢雅子
ほのかの祖母。愛犬である忠太郎（ゴールデンレトリバー）とともに、ほのか達の旅の安全を祈念している。
藤村 省吾（ふじむら しょうご）
声 - 岸尾大輔
木俣（きまた）
声 - 加藤木賢志
なぎさたちとスキー場へやってくる。

### 雲の園の住人
ひなた
声 - 千々松幸子
鳳凰が、死の直前に産み落とした卵から生まれた雛。丸く黄色い体で、小さいペンギンのような姿をしている。
老師が卵を「光の園」に運ぶ途中、誤って「虹の園」に落とし、ひかりによって発見された。
生まれた直後にひかり、ポルン、ルルンを友だちと認識する。なぎさに対しては「ポチ」「ストーブ」「コタツ」等で変な名前をつけられそうになったため、当初こそ嫌悪感を示していたが、ほのかの取り成しで和解する。
フリーズンとフローズンの襲撃の際、二人によって氷柱に閉じこめられ、凍りついたプリキュア達に力を与えた代償に力尽きて息絶えるが、ひかりによってクイーンの力を授けられたことで完全体として復活する。
結果として、ひかりたちと友だちになり、最後は別れのことばを残して「雲の園」へと帰還した。
老師（ろうし）
声 - 青野武
「雲の園」の長老。小柄な老人の姿をしている。
鳳凰の卵をムタとともに「光の園」に運ぶ途中に居眠りをし、誤ってスキー場に落とす。
さまざまな術を使える偉大な人物だが、少々ボケている。また、オシャレが好き。
ムタ
声 - 野沢雅子
「雲の園」の住人で、老師の側近的な立場を務めるムササビ。
頼りない老師に手を焼いている。大空を飛ぶことが可能で、小柄ながら老師を背中に乗せることもある。

### 本作の敵
フリーズン、フローズン
声 - 草尾毅（フリーズン）、 声 - 檜山修之（フローズン）
氷のような身体をもつ魔人のふたり組で、「最強のコンビ」を自称している。一人称は両者とも「オレ」。
フリーズンの身体は青色で頭部は銀色であり、右肩が大きい。フローズンの身体は銀色で頭部は青色であり、左肩が大きい。
ふたりともドツクゾーンの出身だが、ジャアクキングが復活するよりも先に世界を支配しようと企んでいる。
冷酷な性格であり、卑怯な戦い方を好む卑劣漢であり、キュアブラックとキュアホワイトのこころを氷づけにして洗脳し、彼女たちに同士討ちをさせる作戦を行う。
「雲の園」の鳳凰を絶滅させ、世界を氷の闇に変えるため、鳳凰の子供である「ひなた」を狙い、それと同時にプリキュアの打破を誓う。
人間のこころに氷をうえつけ、人の感情を憎しみだけで覆いつくすことが可能。
連携によるパワーは高く、必殺技は2人で冷気のエネルギーを放つ「フリージング・ブリザード」で、「プリキュア・マーブル・スクリュー・マックス・スパーク」を攻略した力をもつ。飛行する際は、背中から氷の翼が生やすことが可能。
物語終盤にはスーパープリキュアの登場で形勢逆転し、互いに自分勝手な言い分で仲違いに発展し、「プリキュア･マーブルスクリュー･マックススパーク（強化版）」をうけて、ともに倒された。
のちの『映画 プリキュアオールスターズDX3 未来にとどけ! 世界をつなぐ☆虹色の花』にて、ブラックホールの力によってともに復活を果たして再登場するが、この時は『スイートプリキュア♪』のキュアメロディ・キュアリズムと激突したが、ともに再度倒された。

#### 怪物
ザケンナー
声 - 滝知史
フリーズンとフローズンが生みだしたドツクゾーンの怪物。雪だるまのような姿をしている。

### その他
矢口真里/清水佐紀（Berryz工房）
特別出演で、本人役。本編ではスキー客として出演。EDにも少しだけ登場する。

## 作中用語
雲の園
厚い雲に覆われている世界。全ての世界の「暖かさ」および人々の「こころ」を司る「鳳凰」が住んでいる。鳳凰が絶滅すると、すべての世界が寒さに覆われる。ムササビのような姿をした妖精たちが住みついている。彼らは鳳凰を成長させることを役目としており、鳳凰を守護している。綿菓子のような食べ物があり、来客者などに振る舞っている。常に上空を漂っているため、部外者に発見されることはない。
鳳凰
ひなたを生んだ種族で、光や温かさの源である。鳳凰は寿命を終える前に卵を1つ残すため、鳳凰はこの世に1体しか存在しない。鳳凰がいなくなれば雲の園をはじめとした全ての世界を保つことが出来ず、闇と氷に閉ざされてしまう。

## オリジナル戦士
本作に登場する戦士を解説する。プリキュア・シャイニールミナスについてはプリキュア、シャイニールミナスを参照。

### スーパープリキュア
ブラックとホワイトがひなたの炎の力を浴びて一時的にパワーアップした姿。衣装は大きく様変わりし、所々に羽を象った装飾が付き、金に近い配色の部分も現れ、髪形も少し変わっている。スパークルブレスは変身直後に装備済みとなっている。今までプリキュアの攻撃をまったく受け付けなかったフリーズンとフローズンを翻弄するなど、通常とは比べ物にならない力を得ており、空中浮遊も可能。シャイニールミナスは力尽きかけたひなたを目覚めさせるためにクイーンの力を発動させた際に一時的に変身する。公式サイトでもこの姿は「スーパープリキュア」として扱われている。
必殺技
プリキュア・マーブル・スクリュー・マックス・スパーク
スーパープリキュア状態で放たれる必殺技。通常のものと同様であるが、威力は増大している。

## 映像ソフト化
本篇のDVDは2006年4月19日発売。ブルーレイは2015年3月18日に発売。
ブルーレイ版には特典として名場面ビジュアルシートセットと復刻映画ポスターシート及び新作ミニオーディオドラマが収録されている。

## 主題歌
オープニング『DANZEN! ふたりはプリキュア （Ver. Max Heart） 』
作詞：青木久美子、作曲：小杉保夫、編曲：佐藤直紀、歌：五條真由美
挿入歌『Crystal』
作詞：大森祥子、作曲：nishi-ken、編曲：樫原伸彦、歌：五條真由美
エンディング『ギャグ100回分愛してください』
作詞・作曲：つんく、編曲：高橋諭一、歌：Berryz工房

## その他
- Tako Cafeが出張営業しているスキー場レストハウスの壁には、妙高高原のポスターが貼られている。
- 久保田志穂が旅館のテレビで見ていたのは『パネルクイズ アタック25』。実写映像が使われており、当時の司会の児玉清の声も入っている。
- また本作上映翌日の2005年12月11日は、その『アタック25』でも、本作の一部を流用した「映像問題」が出題された。問題の内容は以下の通りで、選択肢は全て本作のテレビシリーズと同じ放送枠で放送されたアニメである。

問題「今から流れる映像は何のアニメーションでしょうか?」
1. 夢のクレヨン王国
2. おジャ魔女どれみ
3. 明日のナージャ
4. ふたりはプリキュア Max Heart（これが正解）

## スタッフ
- 製作：高橋浩（東映アニメーション）、岡田裕介（東映）、竹内淳（バンダイ）、永井秀之（アサツー ディ・ケイ）、西村嘉郎（朝日放送）、中山晴喜（マーベラスエンターテイメント）
- 企画：鷲尾天
- 脚本：成田良美
- 音楽：佐藤直紀
- 製作担当 - 坂井和男
- 編集：麻生芳弘
- 録音：川崎公敬
- 音響効果：石野貴久（サウンドリング）
- 美術監督：行信三
- キャラクターデザイン：稲上晃、爲我井克美
- 作画監督：爲我井克美
- 監督：志水淳児

## 備考
- 本作に登場したキャラクターたちは、のちのクロスオーバー映画で台詞無しのモブキャラクターとして登場している[4]。

## ネット配信
- 2020年3月20日より、YouTubeの「プリキュア公式YouTubeチャンネル」から本作と、前作『映画MH』、そして次作『映画 ふたりはプリキュア Splash Star チクタク危機一髪!』の3作が、同年3月27日17時59分まで期間限定無料配信された。